# Diastata carolinae
Diastata carolinae är en tvåvingeart som beskrevs av Timothy M. Cogan 1975. Diastata carolinae ingår i släktet Diastata och familjen sumpskogsflugor. Inga underarter finns listade i Catalogue of Life.